# Канонерський човен

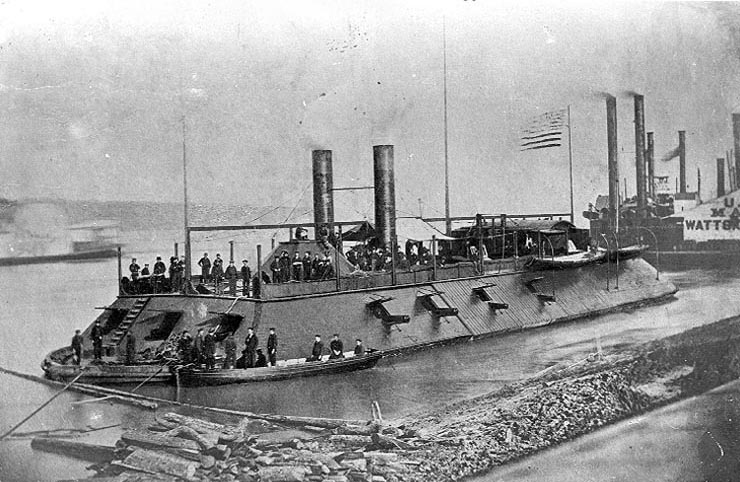
Американський канонерський човен USS Cairo, 1862 р.

Каноне́рський чо́вен, або каноне́рка (від фр. canonniere, походить від слова canon — «гармата») — бойовий артилерійський корабель, призначений для ведення бойових дій у прибережних районах морів, на мілководді, а також на річках і озерах.

## Виконувані бойові завдання
Канонерські човни поділяються на морські і річкові. Вони бувають спеціальної конструкції, але у воєнний час їхня кількість зазвичай збільшувалась за рахунок переобладнання суден торгового, промислового і технічного флоту з малою осадкою. Канонерські човни використовуються для завдання артилерійських ударів по берегових об'єктах, живій силі й бойовій техніці противника, знищення малих прибережних кораблів і суден, артилерійської підтримки приморських флангів сухопутних військ. Крім того, вони можуть використовуватися у десантних і протидесантних діях, для постановки мін, перевезення військ, конвойної, дозорної служб і вирішення інших завдань. Торпедні канонерські човни, озброєні торпедами, будували у кінці 19-го — початку 20-го століття. Вони призначались для знищення міноносців.

## Історія

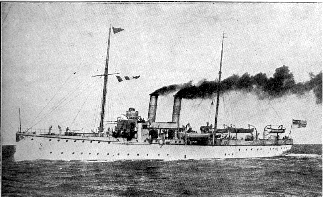
Німецький канонерський човен «SMS Panther», побудований у 1901 р.

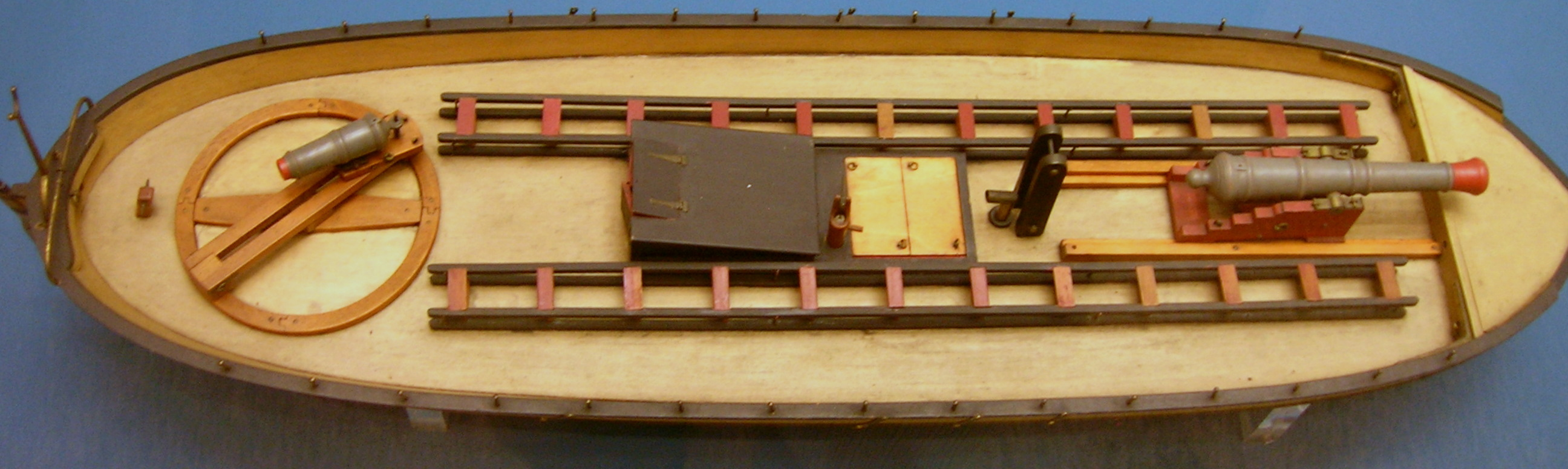
Модель канонерського човна (1808 рік). Національний морський музей, Лондон

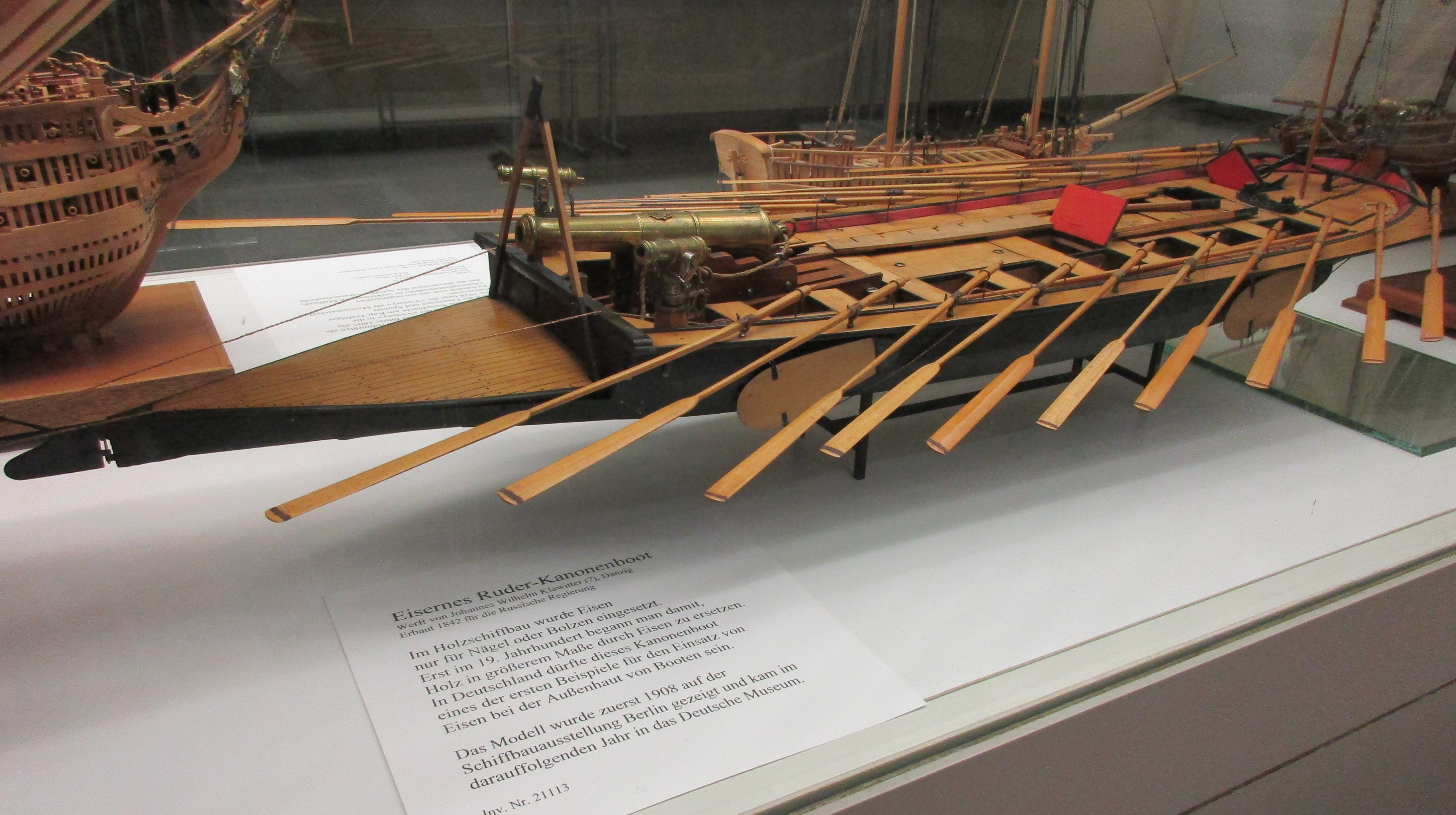
Модель гребного канонерського човна залізним корпусом, що був збудований в 1842 р. в Данцігу на верфі Йогана Вільгельма Клавіттера за заказом уряду Російської Імперії. Озброєння: 3 носових та 1 кормова гармати. Німецький музей, м. Мюнхен, ФРН.

Вперше введені французами в XVII столітті, при бомбардуванні Дюнкерку, у вигляді 30–40-весельних шлюпок з 2–3 великими гарматами; потім прийняті англійцями, голландцями та іншими. У 1805 р. Наполеон I звелів побудувати кілька сотень канонерських човнів, щоб напасти на Англію, але континентальна війна, що виникла в цей час, не дала йому закінчити розпочате. Представляючи незначну мішень для ворожих пострілів, канонерські човни могли завдати великої шкоди своїми великокаліберними снарядами, а невелика осадка давала їм змогу ховатися в такі місця, куди великі кораблі не мали доступу. Цей тип бойових кораблів широко використовувався в Швеції та Росії для дій в шхерах на невеликих глибинах і був важливим учасником морських протистоянь на Балтиці у 18-му столітті.
Після введення парового двигуна у флот їх стали робити паровими (гвинтовими), збільшили їхні розміри, артилерію обмежили однією носовою установкою великого калібру (до 12 дюймів) і кількома скорострілами. Корпус канонерських човнів спочатку будувався з дерева, потім з заліза або з того й того разом (змішана споруда). Машини ставилися горизонтального типу, спершу одногвинтові, потім скрізь двогвинтові.

## Характеристики
Водотоннажність канонерських човнів не перевищує 2,5 тис. т; швидкість ходу 9–20 вузлів (17–37 км на годину). Головне озброєння 2-5 артилерійських установок калібром 76-152 мм. Для оборони від повітряного противника канонерські човни можуть мати малокаліберні (20–37-мм) зенітні автоматичні гармати і великокаліберні зенітні кулемети. Після Другої світової війни 1939—1945 у зв'язку з розвитком берегової ракетної артилерії роль канонерських човнів як морських артилерійських кораблів прибережного дії знизилася. Водночас на озерах та річках канонерські човни використовуються для патрулювання.

## Галерея

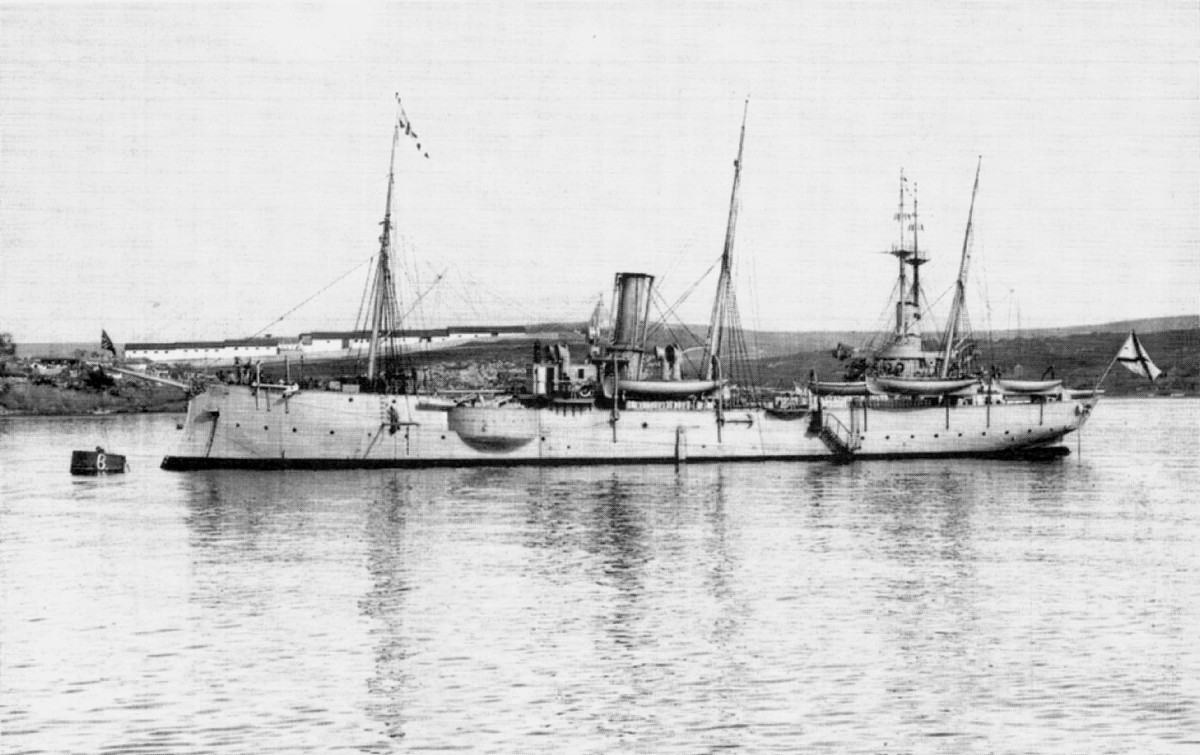
«Донець», канонерський човен російського та українського флотів
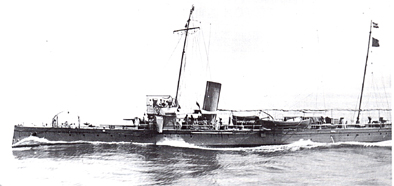
Австрійсько-угорський канонерский човен «Блітц»
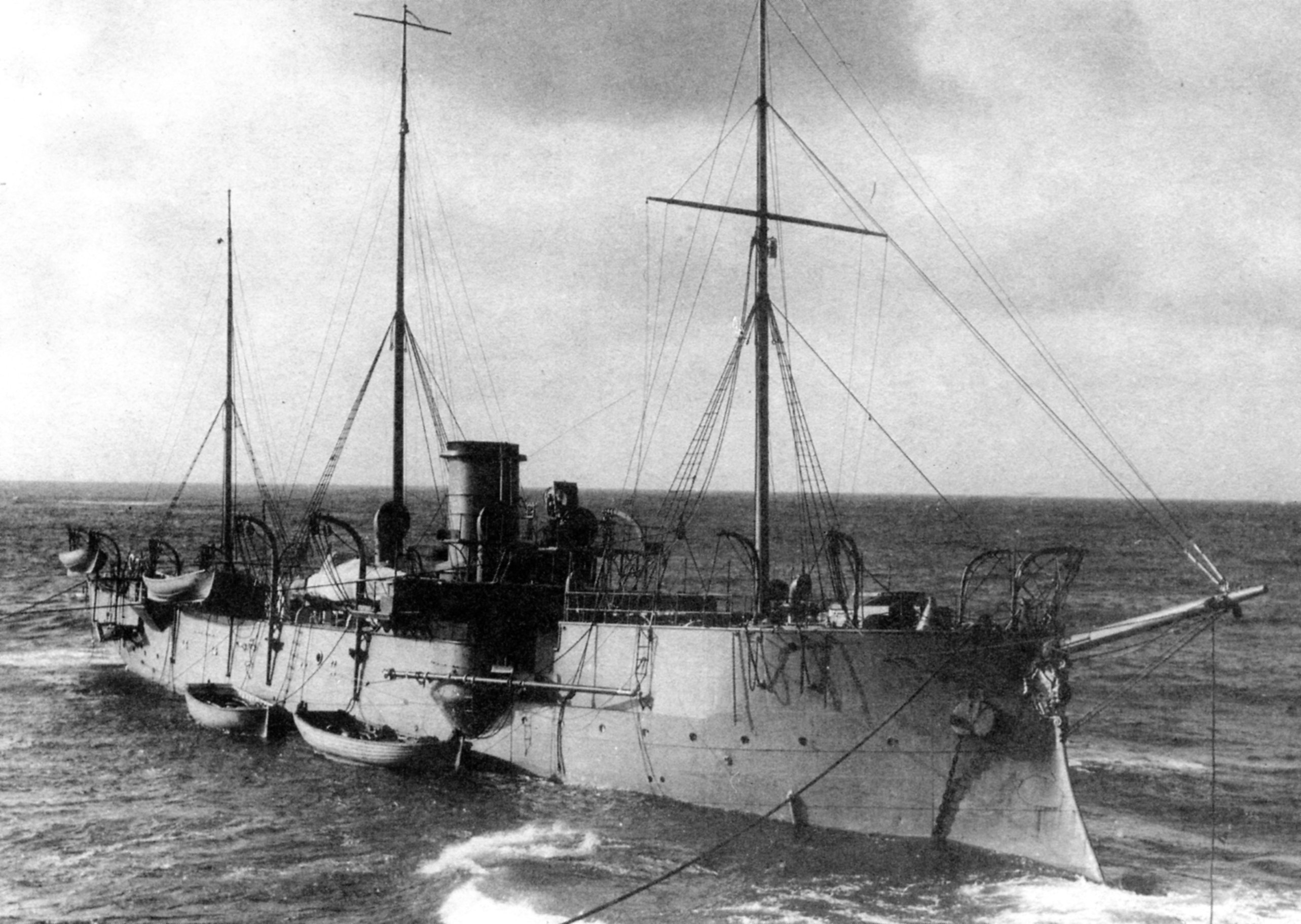
«Кубанець», канонерський човен російського та українського флотів
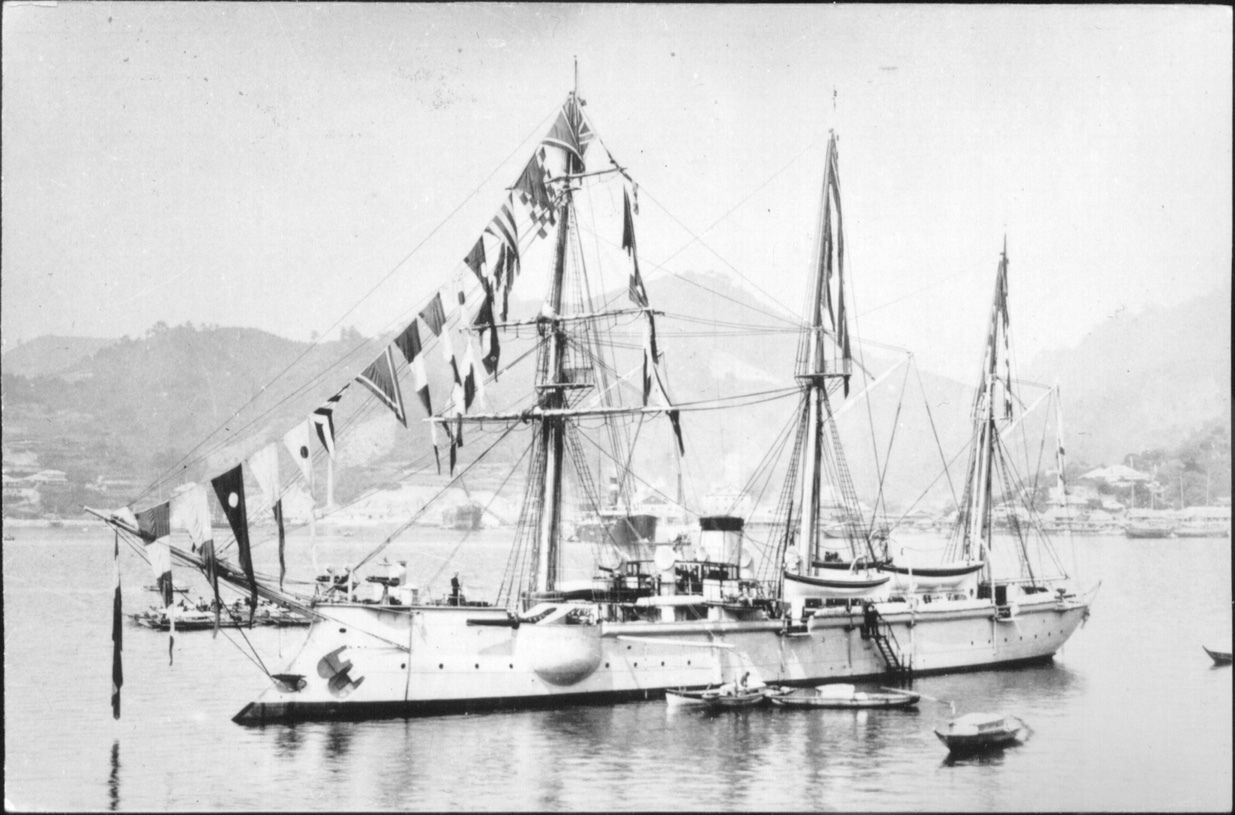
Канонерський човен військово-морського флоту Російської імперії